# Kabengele Munanga
Kabengele Munanga (Bakwa-Kalonji, 22 de junho de 1942) é um antropólogo e professor brasileiro-congolês. É especialista em antropologia da população afro-brasileira, atentando-se a questão do racismo na sociedade brasileira. Kabengele é graduado pela Universidade de Lubumbashi (1969) e doutor em Antropologia pela Universidade de São Paulo (1977).

## Biografia
Kabengele Munanga nasceu na aldeia de Bakwa Kalonji, no Congo Belga, membro dos lubas. Aos dez anos deixou a aldeia para estudar em outras cidades, em escolas coloniais católicas. Após concluir o ensino técnico, realizou um estágio na Universidade Lovanium, onde atuou como auxiliar de pesquisa de Alf Schwarz em uma pesquisa sobre êxodo rural na cidade de Leopoldville. Em 1964 ingressou no curso de Ciências Sociais da Universidade de Lubumbashi, inscrevendo-se dois anos depois no recém-criado curso de Antropologia. Ao terminar a graduação em 1969, foi convidado para fazer mestrado na Universidade de Lovaina, na Bélgica. Kabengele voltou ao Congo para terminar sua dissertação, mas não pôde concluí-la; o domínio político da ditadura da recém-criada República do Zaire sobre a universidade o impediu. Chegou ao Brasil por convite do professor Fernando Mourão, da Universidade de São Paulo, onde terminou seu doutorado e retornou ao Congo. Em 1980 estabeleceu-se no Brasil, para assumir a cadeira de Antropologia na Universidade Federal do Rio Grande do Norte. No ano seguinte, muda-se para São Paulo. Foi professor de antropologia da Faculdade de Filosofia, Letras e Ciências Humanas, vice-diretor do Museu de Arte Contemporânea, diretor do Museu de Arqueologia e Etnologia e do Centro de Estudos Africanos da USP. Desde 2014 é professor visitante sênior da Universidade Federal do Recôncavo da Bahia.
Kabengele foi agraciado com a Ordem do Mérito Cultural em 2002.

## Publicações
- 1988- Negritude:Usos e Sentidos ISBN 8582176449
- 1998-Racismo: Perspectivas Para Um Estudo Contextualizado Da Sociedade Brasileira (co-escrito com Carlos Alberto Hasenblag e Lilia Moritz Schwarcz) ISBN 8522802297
- 1999- Rediscutindo a mestiçagem no Brasil: identidade nacional versus identidade negra ISBN 8532622089
- 2006- O Negro no Brasil de Hoje ( co-escrito com Nilma Lino Gomes) ISBN 8526011340
- 2009 - Origens Africanas do Brasil Contemporâneo ISBN 8526012665